# Kuma viridis
Kuma viridis är en plattmaskart som först beskrevs av An der Lan 1936.  Kuma viridis ingår i släktet Kuma och familjen Haploposthiidae. Arten är reproducerande i Sverige. Inga underarter finns listade i Catalogue of Life.